# BR-101
La BR-101, ufficialmente Rodovia Governador Mário Covas, nota anche come Translitorânea, è una strada federale longitudinale brasiliana che inizia a Touros, nel Rio Grande do Norte, e termina a São José do Norte, nel Rio Grande do Sul. Insieme alla BR-116, è uno dei principali assi stradali del Paese, con una lunghezza complessiva di 4542 km.
Costruita dall'esercito tra il 1950 e il 1960, attraversa dodici Stati lungo la costa brasiliana, collegando città importanti come Natal, Recife, Maceió, Vitória e Florianópolis. La strada è a due carreggiate in alcune aree metropolitane, nel tratto tra Osório e Curitiba e in tutto lo Stato di Pernambuco.